# Culture sur billons
Pour les articles homonymes, voir Billon.
La culture sur billons est une technique agricole utilisée pour limiter les effets d'une humidité ou pluviométrie importante ou pour permettre les cultures sur les sols trop argileux. 

## Description

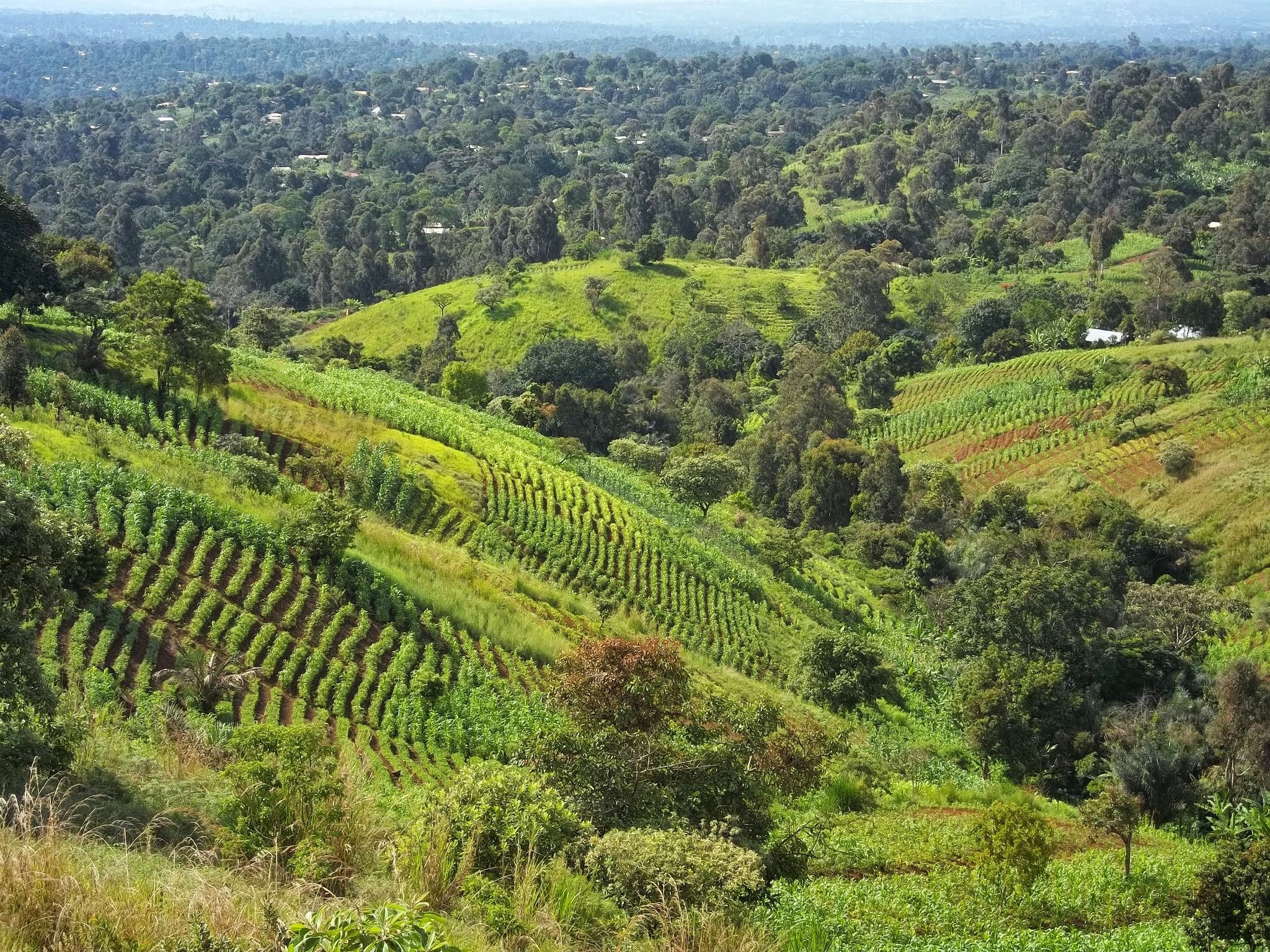
Culture sur billons au Cameroun.

Elle consiste à cultiver en rangées de petites buttes d’environ 15-20 centimètres de hauteur (6-8 pouces), préparées la saison précédente. Les buttes sont aplaties sur le dessus pour former une sorte de trapèze à pente douce évitant le ravinement en cas de fortes pluies. 
On plante sur le sommet du plateau.

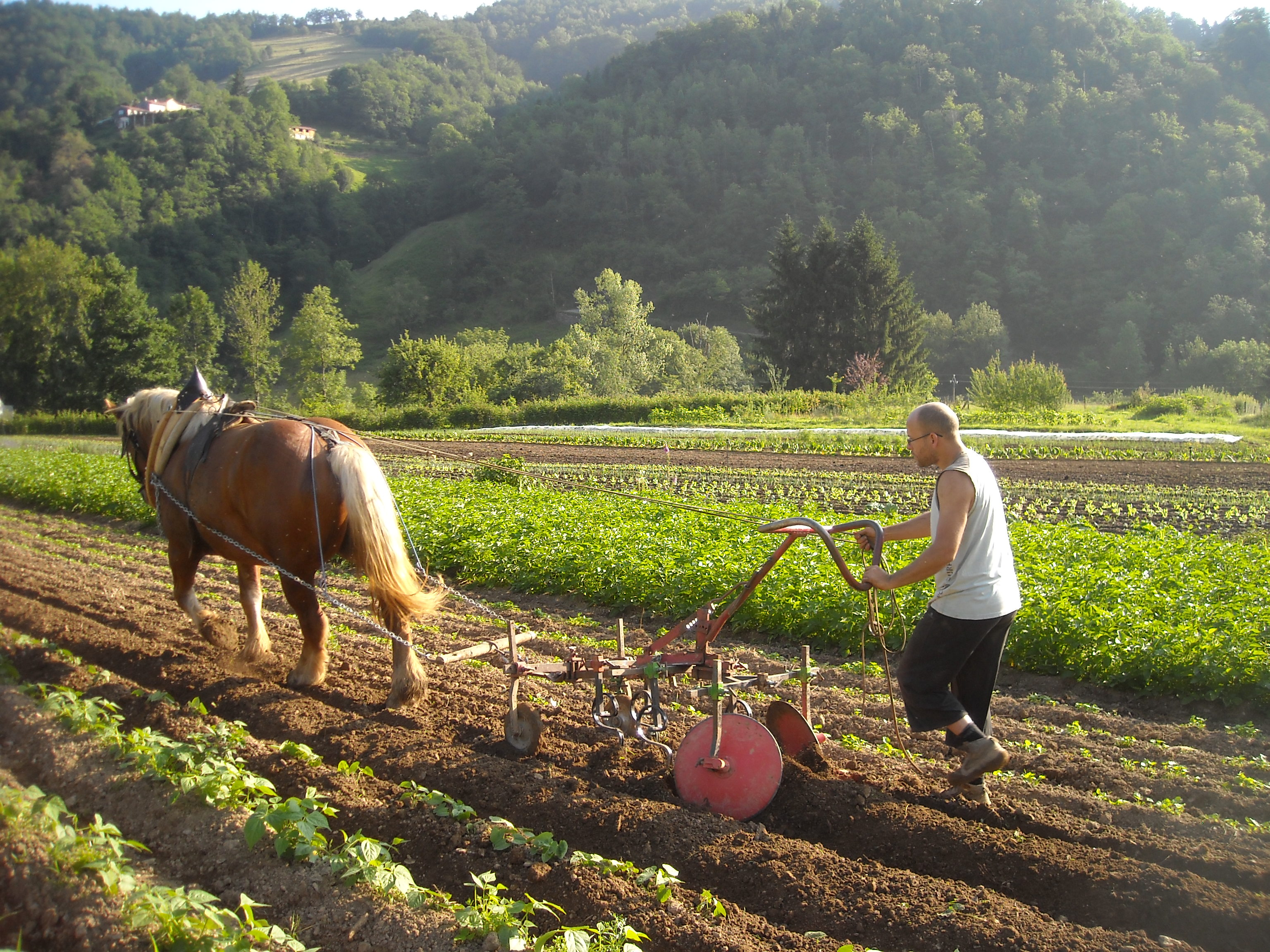
Billonage avec un outil à dents et disques

La permanence des billons a pour avantage de favoriser l’amélioration, avec le temps, des propriétés physiques, chimiques et biologiques du sol.

## Historique
Jusqu'au milieu du XIXe siècle le labour en billons était utilisé surtout dans les terres lourdes, se ressuyant mal, et avec peu de pente. Il mettait alors les cultures à l'abri d'un excès d'humidité. La charrue de Brie, non-réversible, y était particulièrement adaptée. Dans le Gâtinais on utilisait une charrue similaire mais plus légère ; par contre en Sologne on voyait des charrues à avant-train très lourd, appelées « charrue à gros ». Vers Montargis c'était la charrue à bâtons mobiles, malcommode, nécessitant au minimum six bœufs en attelage. Toutes ces charrues faisaient des billons ; et toutes ces régions étaient fortement touchées par le paludisme : l'eau stagnait entre les billons lors des étés humides, fréquents dans ces régions. 

Vers le milieu du XIXe siècle les charrues devinrent plus performantes. La brabant double apparaît en Brie, qui laboure plus profondément, facilitant les labours à plat (où les sillons sont moins hauts) ou en billons plus larges. La pratique du chaulage se répand également, qui allège les sols lourds et en facilite donc le ressuyage. Le marnage contribue à la résorption des eaux superficielles. Aux alentours de 1880 le paludisme avait grandement diminué.
Au XIXe siècle, Guislain Decrombecque, en généralisant la technique des billons, réussit en quelques décennies à mettre en valeur la plaine de Lens qui était avant lui exempte de toute culture.

## Décavaillonner
On parle de « décavaillonner » lorsque dans les vignes, on laboure de façon à fendre le billon (ou cavaillon) formé par un labour précédent entre les pieds de vigne. Toujours dans le domaine de la culture de la vigne, les verbes "cavaillonner" et décavaillonner" étaient et sont toujours employés pour butter et dé-butter les ceps. 